# Prekopahegy
Prekopahegy (horvátul: Prekopa) falu Horvátországban, Muraköz megyében. Közigazgatásilag Stridóvárhoz tartozik.

## Fekvése
Csáktornyától 12 km-re északnyugatra, községközpontjától Stridóvártól 5 km-re délkeletre  a Muraközi-dombság területén fekszik. Közelében található a Muraköz legmagasabb pontja a 344 m magas Mohokos-hegy.

## Története
A csáktornyai uradalom része volt. Területén egykor ferences kolostor és Szűz Mária tiszteletére szentelt kápolna állt.  1546-ban I. Ferdinánd király adományából a Zrínyieké lett. Miután Zrínyi Pétert 1671-ben felségárulás vádjával halálra ítélték és kivégezték, minden birtokát elkobozták, így a birtok a kincstáré lett.  III. Károly király 1719-ben a Muraközzel együtt szolgálatai jutalmául elajándékozta Althan Mihály János cseh nemesnek. 1791-ben gróf Festetics György vásárolta meg és ezután 132 évig a tolnai Festeticsek birtoka volt.
A trianoni békeszerződésig Zala vármegye Csáktornyai járásához tartozott. Csak a 20. században lett önálló falu. 2001-ben 271 lakosa volt.

## Külső hivatkozások
- A Stridóvári turisztikai hivatal honlapja
- Stridóvár a Muraköz információs portálján